# 1879 a labdarúgásban
Ez a szócikk 1879 labdarúgással kapcsolatos történéseit, eseményeit mutatja be.

## 1879-ben alapított labdarúgóklubok
- Cliftonville FC
- Doncaster Rovers FC
- Fulham FC
- FC St. Gallen
- Kjøbenhavns BK
- Koninklijke HFC
- Lisburn Distillery FC
- Montrose FC
- Scarborough FC
- Sunderland AFC
- Sutton Coldfield Town FC
- Swindon Town FC

## Születések
- június 3.: John Vivian Woodward, angol labdarúgó
- szeptember: Frederick Blackburn, angol labdarúgó